# Chrysler Valiant Charger
Der Chrysler Valiant Charger war ein Muscle-Car, das 1971 von Chrysler Australia eingeführt wurde. Es handelte sich um ein zweitüriges Coupé mit verkürztem Radstand, das auf der Limousine Valiant basiert. Es wurde als Serie VH eingeführt und dann auch als VJ-, VK- und CL-Serie bis zur Produktionseinstellung 1978 weitergebaut.
Als VH Charger war der Wagen in Australien besonders beliebt und auch in Neuseeland, wo er aus von Australien gelieferten Teilen zusammengebaut wurde, stand er ganz oben auf der Wunschskala der Käufer. Von der Automobilzeitschrift Wheels wurde er 1971 zum Auto des Jahres gewählt.
Der wilde Charakter des Charger ging allerdings beim VJ Charger etwas verloren und war bei der 1975 eingeführten VK-Serie gänzlich verschwunden. Während seiner sieben Produktionsjahre wurde er von verschiedenen Varianten von im Grunde zwei unterschiedlichen Motoren angetrieben. Der eine war der in Australien gebaute Chrysler Hemi 6, der andere der aus den USA importierte V8-Motor Chrysler LA-Serie.

## Serie VH
Die Modellpalette des VH Valiant Charger wurde 1971 eingeführt und bestand aus dem Charger, dem Charger XL, den Charger 770 und dem Charger R/T. Die R/T-Version (engl.: Road / Track, dt.: Straßen- und Bahnrennversion) setzte das Image des Vorgängers VG Valiant Pacer fort und wurde bald die neue Plattform für Chryslers fortgesetztes Engagement in der australischen Tourenwagenmeisterschaft. Die Modellpalette war mit Rücksicht auf die Vielfältigkeit der Kundenwünsche sehr breit gefächert:
Charger – 3,5 Liter-R6-Motor mit 140 bhp (103 kW), Dreigang-Schaltgetriebe, Preis AU-$ 2795
Charger XL – 4,0 Liter-R6-Motor mit 160 bhp (118 kW), Dreigang-Schaltgetriebe, Preis AU-$ 3195
Charger R/T – 4,3 Liter-R6-Motor mit 218 bhp (160 kW), Dreigang-Schaltgetriebe, Preis AU-$ 3395
Charger 770 – 4,3 Liter-R6-Motor mit 218 bhp (160 kW), dreistufige Automatik, Preis AU-$ 3625
Der R/T und der 770 hatten beide den Sechszylinder-Reihenmotor in der Hochleistungsversion mit 4343 cm³ Hubraum und Doppelvergasern, während die Option E37 diese Maschine mit dreifachen Weber-Flachstromvergasern besaß. Nur für den R/T gab es die noch stärker getunte Option E38, die die Basis für Chryslers Teilnahme an Tourenwagenrennen bildete. Diese Option verschaffte dem Charger R/T eine Leistung von 280 bhp (206 kW) und trieb den Preis auf AU-$ 3975.

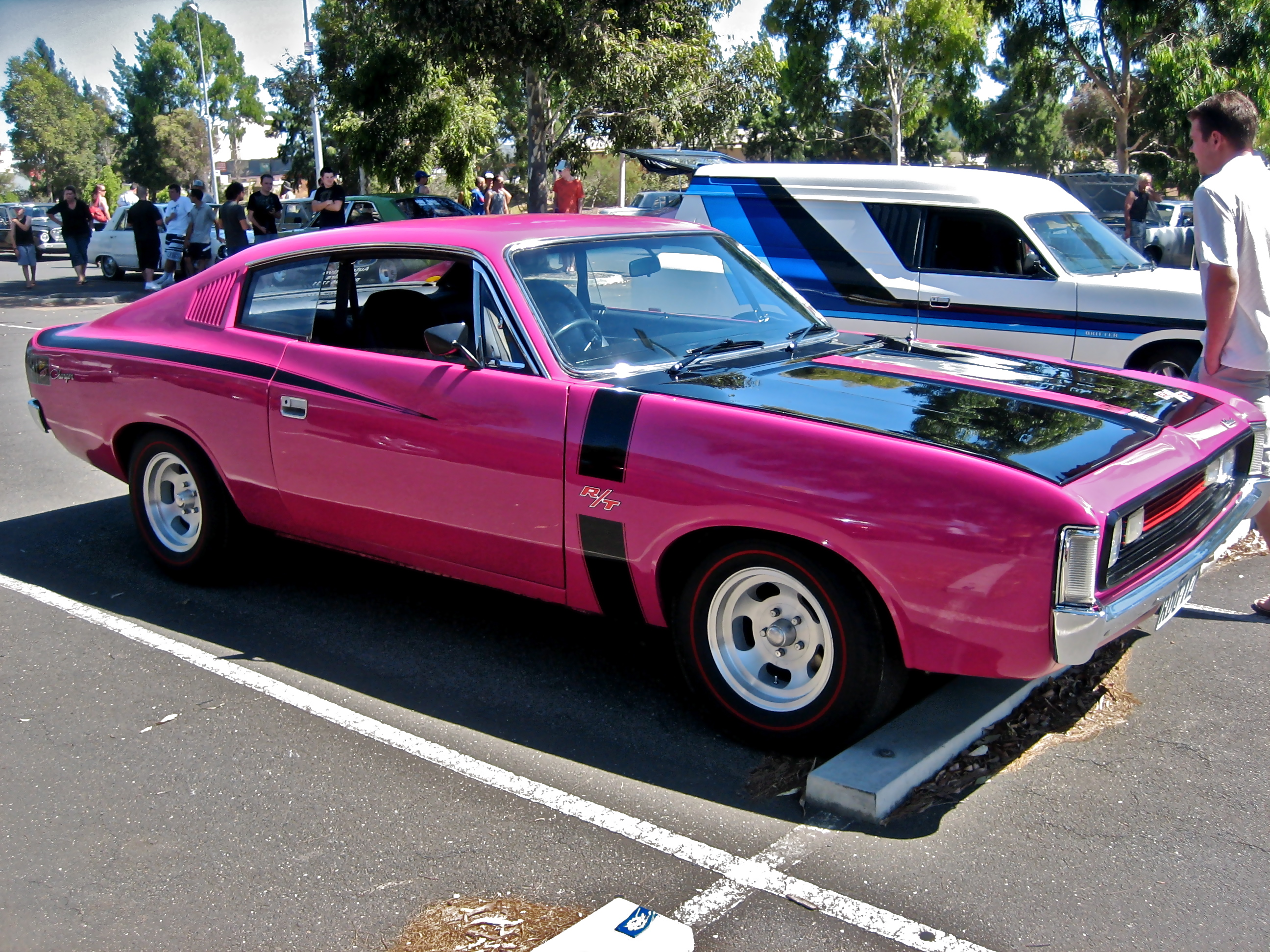
Chrysler VH Valiant Charger

Ab 1972 gab es die Option E49 für den Charger R/T, die den Sechszylinder-Reihenmotor in der Version mit 4948 cm³ Hubraum und ein Viergang-Schaltgetriebe besaß. Diese Maschine lieferte ein bemerkenswertes Drehmoment auf die siebenfach gelagerte Kurbelwelle, das eine bisher von Sechszylindern nicht gekannte Leistungsentfaltung erlaubte, die erst 1975 von Porsche 911 Turbo (300) übertroffen wurde.
Charger 770 SE – Im August 1972 brachte Chrysler ein exclusives Modell auf Basis des Charger 770 heraus. Der Charger 770 SE (engl.: Special Edition, dt.: Sondermodell) hatte die Option E55 mit einem V8-Motor mit 5571 cm³ Hubraum und Doppel-Registervergaser, die laut vielen Motorjournalisten von Chrysler ursprünglich für einen dann aufgegebenen Versuch der Homologation eines Renntourenwagens eingeführt wurde. Anstatt diesen Motor als Teil einer Option für den Charger R/T auszuliefern entschloss sich Chrysler, den Motor für den Charger 770 mit einläufigem Auspuffrohr und nur in Verbindung mit dem TorqueFlite-727–Automatikgetriebe zu bringen. Neben diesem einmaligen Motor hatte der Charger 770 SE noch andere typische Ausstattungsdetails zu bieten, wie weiß/schwarze Vinylausstattung, ein Armaturenbrett aus Metall und nur drei verfügbare Lackierungen: Vintage Red (rot), Lime Light (grün) und Sunfire (gelb metallic). Laut Chrysler-Aufzeichnungen wurden insgesamt 125 VH Charger 770 SE gebaut, wovon zwei nicht in den oben genannten Serienfarben lackiert waren.

## Serie VJ
Im März 1973 wurde die Serie VH durch die Serie VJ ersetzt. Der VJ hatte eine geänderte Schottwand, einen anderen Kühlergrill, neue Scheinwerfer und Heckkotflügel. Neue 7″-Scheinwerfer ersetzten die alten rechteckigen Leuchten. In der neuen Modellpalette war der Charger R/T nicht mehr vertreten, da Chrysler sich Ende der Saison 1972 aus dem australischen Tourenwagensport zurückzog. Die wichtigsten Elemente der Option E37 wurden aber in die Serie VJ übertragen, nun als Option E48 erhältlich.
- Option E48 – R6-Motor mit 4343 cm³ Hubraum und drei Weber-Doppelvergasern, Viergang-Schaltgetriebe
- Option E55 – V8-Motor mit 5572 cm³ Hubraum, 275 bhp (202 kW) Leistung und 48-mm-Ventilen[2]
- Option E57 – V8-Motor mit 5899 cm³ Hubraum und 255 bhp (188 kW) Leistung (1974 anstatt der Option E55 eingeführt)

VJ Charger 770 (mit Option E55)

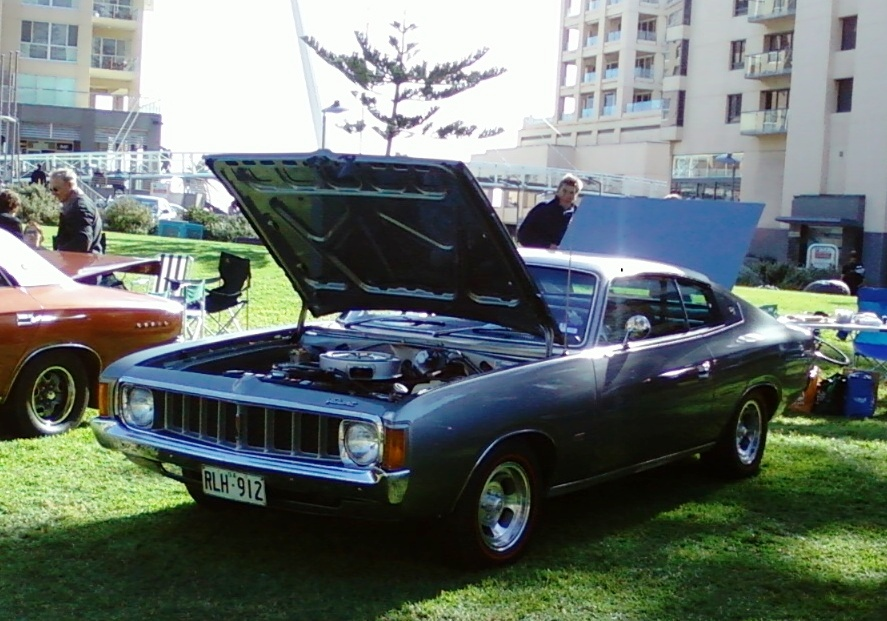
Chrysler VJ Valiant Charger 770 E55

Der mit der Option E55 ausgestattete VJ Valiant Charger hieß nicht mehr Charger 770 SE. Dies bedeutete, dass der VJ Valiant Charger 770 E55 im Gegensatz zu seinem Vorgänger in verschiedenen Farben und Ausstattungsvarianten erhältlich war – wie auch einige Charger XL mit Option E55 – und so nur noch an ihren Dragmag-Fünfloch-Aluminiumrädern der Größe 14″ × 7″  und an den 340-4BBL-Emblemen an den vorderen Kotflügeln zu erkennen war.
Die Serie VJ hatte anstatt der Kontaktzündung der Serie VH eine elektronische Zündung. Dies verbesserte die Kaltstarteigenschaften deutlich und machte eine Zündeinstellung alle 10.000 km überflüssig.
Diese Serie hatte den Carter-Themoquad-Vergaser, wenn auch nicht von Anfang an und bei allen Modellen. Bei einigen Wagen waren es noch die AVS-Vergaser der vorhergehenden Serie. Es ist unklar, wann der Wechsel stattfand; es gibt früher gebaute Wagen mit Carter-Vergasern und später gebaute noch mit AVS-Vergasern. Man vermutet eine Leistungssteigerung durch die Carter-Vergaser, da der Durchfluss im Vergaser vergrößert wurde.
Während der Laufzeit der Option E55 gab es auch andere Motorvarianten, z. B. mit geänderten Zylinderköpfen. Laut Werkstatthandbuch hatten frühere Modelle der Serie VJ Köpfe mit Einlassventildurchmesser 51,3 mm. Später wurde dieser Durchmesser auf 47,8 mm reduziert. Wiederum ist nicht klar, wann der Wechsel genau stattfand, und es gibt frühere Modelle mit kleinem Ventildurchmesser und spätere Modelle mit größerem Ventildurchmesser.
Offenbar wurde die Mehrzahl der VJ Valiant Charger E55 in der zweiten Jahreshälfte 1973 gebaut. Als die Lagerbestände des 5,6 l-V8 Ende 1974 ausgingen, ließ Chrysler die Option E55 auslaufen und baute fortan den schwächeren 5,9 Liter-V8 (aus der Luxuslimousine Chrysler by Chrysler) in den Valiant Charger 770 ein.
VJ Charger Sportsman (Option A23) – Im August 1974 kam ein Charger Sportsman als limitiertes Sondermodell heraus, das auf dem Charger XL basierte. Es entstanden genau 500 Charger Sportsman, die alle zweifarbig (Vintage Red und weiß) lackiert und mit einer schwarz/weißen Innenausstattung in einer besonderen Stoffqualität versehen waren. Diese Wagen besaßen den normalen 4,3 l-R6-Motor mit Viergang-Schaltgetriebe.

## Serie VK

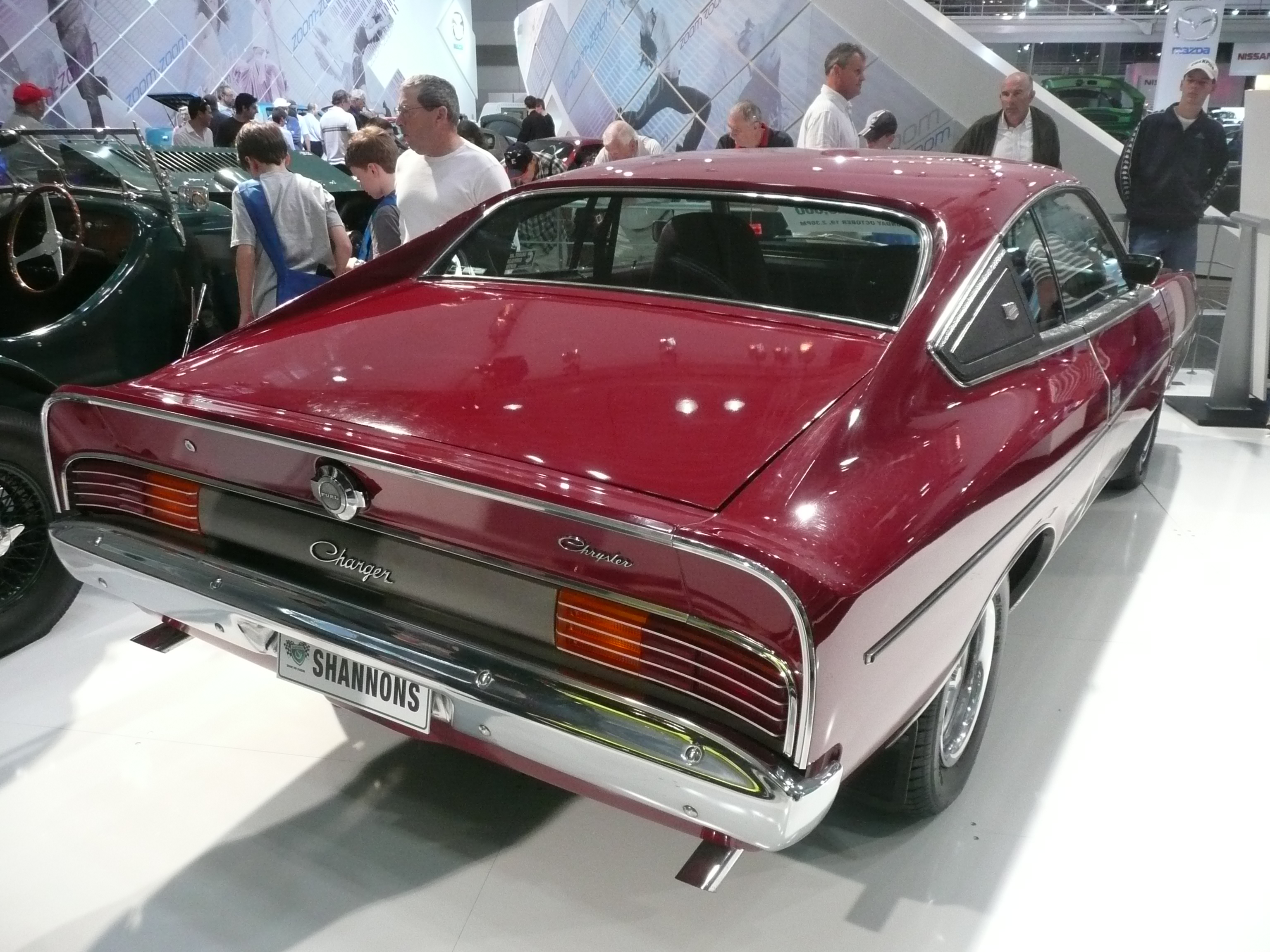
Chrysler VK Charger 770

Der geringfügig überarbeitete VK Charger kam im Oktober 1975 in nur zwei Varianten heraus:
Charger XL – 3,5 Liter-R6-Motor mit Dreigang-Schaltgetriebe; 4,0 Liter-R6 oder 4,3 Liter-R6 auf Wunsch
Charger 770 – 4,0 Liter-R6-Motor mit Dreigang-Schaltgetriebe; 4,3 Liter-R6, 5,2 Liter-V8 oder 5,9 Liter-V8 auf Wunsch
Mit der Einführung der Serie VK fiel die Option E48 weg, sodass nur der normale 4,3 Liter-R6-Motor übrig blieb.
Der Charger wurde nun als Chrysler Charger und nicht mehr als Chrysler Valiant Charger angeboten, wobei das Chrysler-Emblem hinten und vorne die Valiant-Embleme ersetzte. Weitere Änderungen bei der Serie VK waren der weiße Kühlergrill, andere Rückleuchten und andere Verzierungen an den C-Säulen mit ausgedehnten, schwarzen GFK-Platten mit XL- oder 770-Emblemen. Innen war die Funktion der Scheibenwischer und -wascher auf den Blinkerhebel gelegt worden und es gab Boca-Raton-Stoffe für die Sitzeinsätze des Charger 770.
Im Juni 1976 trat die ADR 27A, eine überarbeitete Abgasvorschrift für alle auf dem australischen Markt angebotenen Autos in Kraft. So mussten der 3,5 Liter-R6 und der 5,9 Liter-V8 ausgemustert werden.
VK Charger White Knight Special (Option A50) – Ab dem Juli 1976 brachte Chrysler ein limitiertes Sondermodell des Charger XL heraus, das im Grunde nur kosmetische Änderungen innen und außen, sowie einen Frontspoiler, beinhaltete. Die Hälfte der 200 Autos wurde in Arctic White lackiert und die andere Hälfte in Amarante Red. Stoßfänger und Kühlergrill waren in Wagenfarbe lackiert. Diese Wagen hatten einen 4,3 Liter-R6-Motor mit Schalt- oder Automatikgetriebe je nach Kundenwunsch. Der Innenraum war in weißem Vinyl mit roten Verzierungen gehalten.

## Serie CL

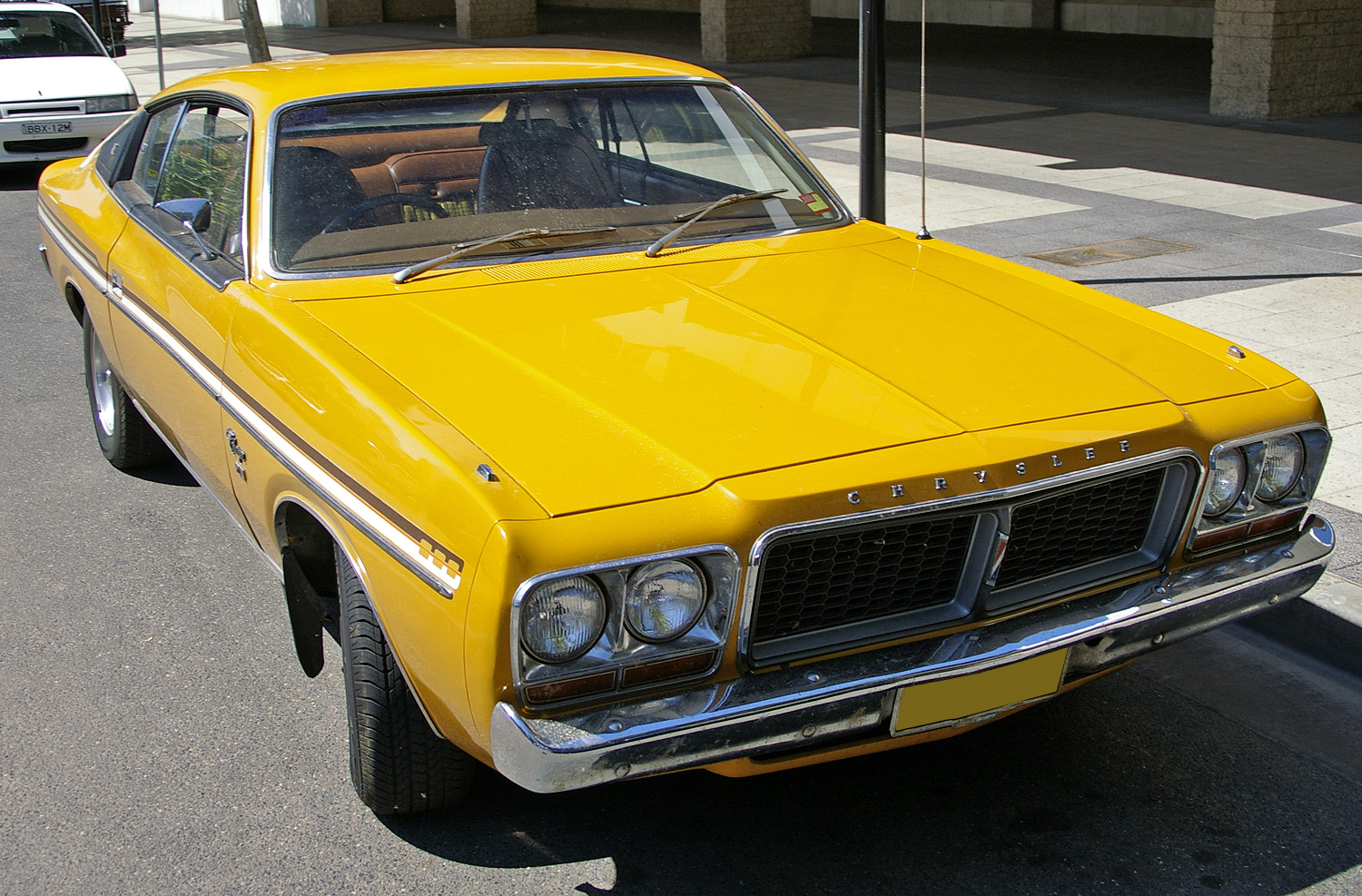
Chrysler CL Charger 770

Der CL Charger wurde im Oktober 1976 eingeführt und stellte sich schließlich als der letzte Charger aus Australien heraus. Diese Serie hatte eine neue Front und sollte eigentlich Serie VL heißen. Chrysler aber entschied sich für die Bezeichnung CL, weil dies besser zum Namen Chrysler passte, der nun auf allen Chrysler-Modellen, die in Australien angeboten wurden, auftauchte.
Der Charger XL fiel (mit Ausnahme der Polizeiversionen) weg, sodass nur der CL Charger 770 für den freien Verkauf übrig blieb.
CL Charger Drifter (Optionen A34 und A49) – Relativ spät in der Produktionslaufzeit des CL Charger bot Chrysler die Option Drifter an, die es in vier Lackfarben gab, und zwar Spinnaker White (A34), Impact Orange (A49), Sundance Yellow (A49) und Harvest Gold (A49). Im Grunde war dies nur eine kosmetische Option, die auf den Ausstattungsdetails des Lieferwagens Chrysler Drifter basierte. Diese Wagen gab es wahlweise mit Motoren von 4,3 Liter (R6) oder 5,2 Liter (V8) Hubraum, aber nur mit Viergang-Schaltgetriebe.
Die Fertigung des Chrysler Charger wurde am 16. August 1978 eingestellt.

## Motorsport

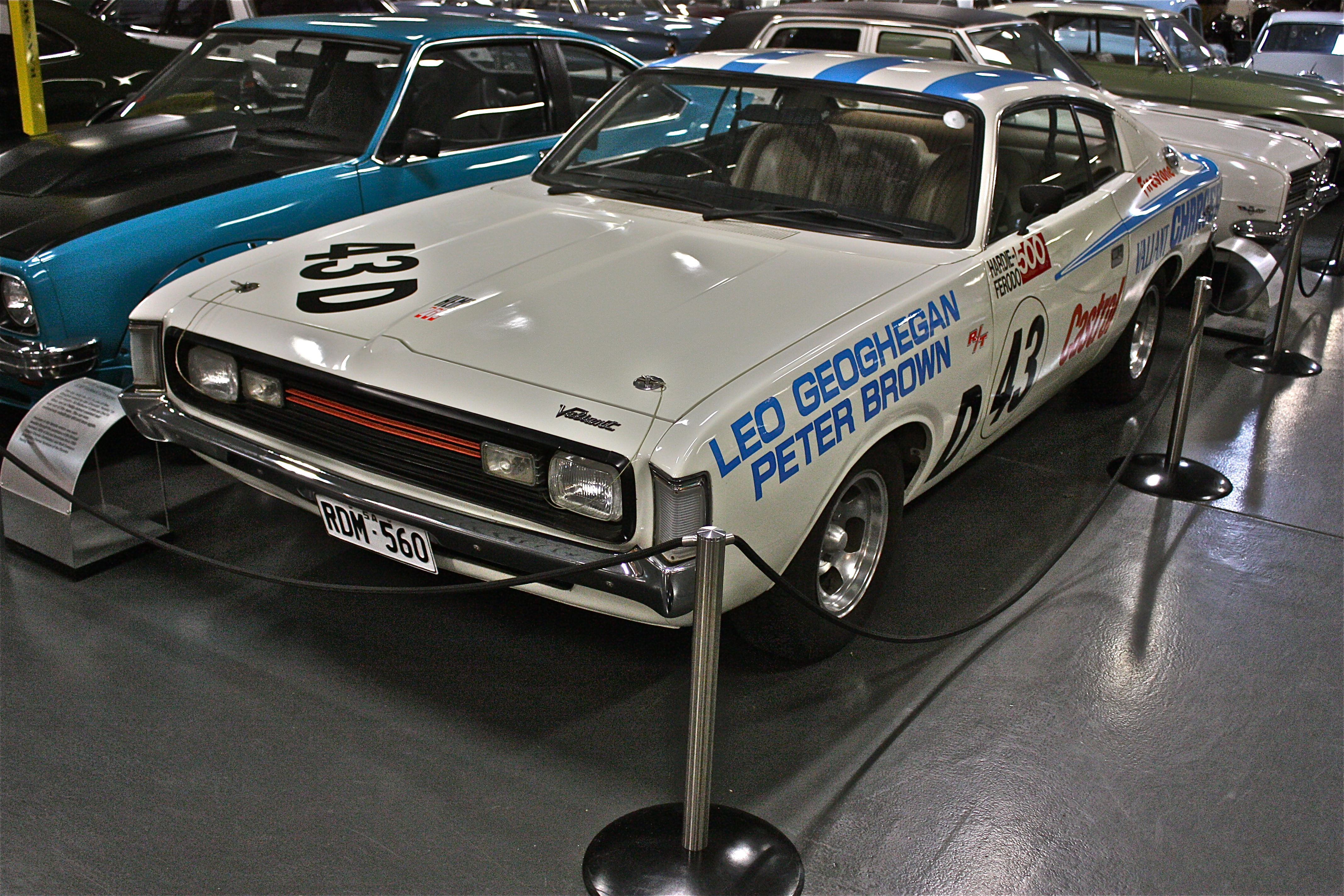
Valiant Charger von Leo Geoghegan

Der Valiant Charger wurde in Australien in den Jahren 1971 und 1972 offiziell in Wettbewerben eingesetzt, wobei das Augenmerk auf dem Tourenwagenrennen Bathurst 500 mile lag. Chrysler Australia verpflichtete den Rennfahrer Leo Geoghegan für die Unterstützung in der Entwicklung des Charger als Tourenwagen. 1972 beendete ein VH Valiant Charger R/T E49 mit dem Fahrer Doug Chivas das Hardie-Feredo-500-Rennen in Bathurst als Dritter.
Durch das politische Aufsehen, das 1972 die „Supercars für die Straße“ erregten, wurden 1973 die Regeln für den Tourenwagensport so verändert, dass die Hersteller keine Straßenversionen ihrer Rennwagen mehr produzieren mussten. Diese Veränderungen führen dazu, dass zuerst Chrysler und später auch Ford aus dem australischen Tourenwagensport ausstiegen.
In Neuseeland, wo die Regeln für den Tourenwagensport weniger offen waren, erwies sich der Charger von 1971 bis 1979 als nahezu unschlagbar beim berühmten B&H-500-Meilen-Rennen (später: 1000-km-Rennen) am Pukekohe Park Raceway. Die erfolgreichsten Fahrer in Neuseeland waren Leo Leonard und Jim Little.